# Leptoplesictis
Il leptoplesitto (gen. Leptoplesictis) è un mammifero carnivoro estinto, appartenente ai viverridi o agli erpestidi. Visse nel Miocene inferiore - medio (circa 21 - 13 milioni di anni fa) e i suoi resti fossili sono stati ritrovati in Europa e Asia.

## Descrizione
Questo animale è noto soprattutto grazie a fossili della dentatura e delle mascelle, e una ricostruzione completa è quindi impossibile. Dal raffronto con le ossa di altri animali simili (ad esempio le attuali manguste) è possibile ipotizzare una ricostruzione. Leptoplesictis richiamava le attuali manguste nell'organizzazione della dentatura, ma possedeva alcune caratteristiche simili a quelle delle genette odierne. Leptoplesictis era solitamente un carnivoro di piccole dimensioni, con un cranio lungo circa 6 centimetri e di taglia paragonabile alla mangusta odierna Herpestes auropunctatus (Hunt, 1989).

## Classificazione
Leptoplesictis, descritto per la prima volta in 1903 da Forsyth-Major, è stato generalmente classificato come un antico rappresentante degli herpestidae (la famiglia che comprende le manguste moderne e meerkats), abbastanza per essere incluso nel genere Herpestes (McKenna e Bell, 1997). Sono note due specie di Leptoplesictis, la specie tipo L. filholi (Gaillard, 1899) dalla Francia e L. peignei dell'area di Maeh Moh (Thailandia). Quattro specie provenienti dall'Africa sono state assegnate a questo genere, L. mbitensis e L. rangwai dall'isola di Rusinga (Kenya), e L. senutae e L. namibiensis dal deposito di Sperrgebiet ( Namibia), mentre Leptoplesictis aurelianensis e L. atavus sono stati riferiti a Leptoplesictis. Tuttavia, Morales e Pickford (2021) hanno scoperto che i taxa africani costituivano il loro genere, che hanno chiamato Dunictis, mentre L. aurelianensis e L. atavus sono stati trasferiti nel loro nuovo genere Forsythictis.

## Paleobiologia
Le varie specie di Leptoplesictis, così differenti nella morfologia dentaria, potrebbero essere quindi state molto diverse anche nelle abitudini di vita: alcune potrebbero aver avuto spiccate tendenze ipercarnivore come le odierne genette, altre erano più generaliste nel nutrimento, come le manguste. Di Leptoplesictis non si conoscono molte parti dello scheletro, tra le quali le zampe; poiché le zampe di genette e manguste sono molto differenti (le manguste sono più adatte a vivere sul terreno e a scavare) è possibile che le varie specie possedessero anche una morfologia differente. Alcune tracce di passi trovate nel giacimento di Salinas de Anana in Spagna, risalenti al Miocene inferiore, sembrerebbero indicare la presenza di alcuni animali simili a manguste. 